# Hans Riegel
Johannes "Hans" Riegel Sr. (4. april 1893 – 31. marts 1945) var en tysk slikfabrikant, der opfandt vingummibamsen i 1922 og grundlagde Haribo. Han var gift med Gertrud (født Vianden). Firmaet overgik til hans sønner, Hans Riegel jr. og Paul Riegel efter hans død.